# Atrichopogon ghashmi
Atrichopogon ghashmi är en tvåvingeart som beskrevs av Boorman och Harten 2002. Atrichopogon ghashmi ingår i släktet Atrichopogon och familjen svidknott. Inga underarter finns listade i Catalogue of Life.